# Rhaphidostegium sebillei
Rhaphidostegium sebillei là một loài rêu trong họ Sematophyllaceae. Loài này được Broth. & Thér. mô tả khoa học đầu tiên năm 1924.